# Hronská Dúbrava
Hronská Dúbrava este o comună slovacă, aflată în districtul Žiar nad Hronom din regiunea Banská Bystrica. Localitatea se află la altitudinea de 498 m deasupra n.m., se întinde pe o suprafață de 5,04 km2 și în 2017 număra 427 de locuitori.

## Istoric
Localitatea Hronská Dúbrava este atestată documentar din 1388.

## Demografie
| An:                | 1994 | 2004   | 2014   | 2024   |
| ------------------ | ---- | ------ | ------ | ------ |
| Număr de persoane: | 392  | 412    | 415    | 419    |
| Diferență:         |      | +5,10% | +0,72% | +0,96% |

| An:                | 2023 | 2024   |
| ------------------ | ---- | ------ |
| Număr de persoane: | 424  | 419    |
| Diferență:         |      | −1,17% |